# Machhu II
Die Machhu-II-Talsperre ist eine von zwei Talsperren am Fluss Machchhu im indischen Bundesstaat Gujarat. Das 26 m hohe Bauwerk wurde 1972 bei Morbi an der Halbinsel Saurashtra fertiggestellt. 
Machhu II hatte als Absperrbauwerk offenbar eine Gewichtsstaumauer mit einer Hochwasserentlastung in der Mitte und Erddämme an beiden Seiten.
Weitere Daten der Stauanlage:
- Kronenlänge: 3905 m
- Dammvolumen: 1.105.000 m³
- Stauinhalt: 100 Mio. m³

Im August 1979 gab es in der Region schwere Regenfälle und Stürme. In 24 Stunden fielen 525 mm Niederschlag. Dies erzeugte einen Abfluss von 13.400 m³/s, doppelt so viel wie die Hochwasserentlastung abführen konnte. Das Wasser stieg deshalb weiter an, bis es den Damm einen halben Meter hoch überströmte. Die Talsperre wurde überflutet und an beiden Talflanken der Damm weggespült, so dass nur die Gewichtsstaumauer stehenblieb. Das Bauwerk brach am 11. August 1979. Dabei gab es mehr als 2000 Tote, eventuell bis zu 2500. Die Gesamtzahl der Toten durch die Unwetter betrug ca. 30.000. Der Sachschaden betrug 15 Mio. Dollar.
Die Schadensursache war Überflutung aufgrund der zu gering bemessenen hydraulischen Anlagen. Das Bemessungshochwasser wurde später auf 26.000 m³/s erhöht, basierend auf den Erfahrungen eines weiteren Sturms, der 1983 auftrat.

## Talsperren-Katastrophen in Indien
- 1917 Tigra, ca. 1000 Tote
- 1961 Panshet und Khadakwasla bei Pune, 1000 bis 2000 Tote
- 1967 Nanaksagar, ca. 100 Tote
- 1976 Machhu II, 2000–2500 Tote (dieser Artikel hier)
- 1980 Hirakud, ca. 1000 Tote
- 1981 Gopinatham (Karnataka), 47 Tote